# École de Durham
L'école de Durham (en anglais : Durham School) est un internat et un externat anglais indépendant situé à Durham, dans le nord-est de l'Angleterre. L'établissement est d'abord réservé aux garçons, puis admet des filles en sixième année à partir de 1985, et devient entièrement mixte en 1998.
Membre de la Headmasters' and Headmistresses' Conference (en), elle accueille 650 élèves en externat et en internat, âgés de 3 à 18 ans. Son établissement préparatoire, connu sous le nom de « Bow », accueille 160 autres élèves. Parmi les anciens élèves de Durham et Bow figurent des hommes politiques, des membres du clergé et de l'aristocratie britannique. Les anciens élèves sont connus sous le nom de « Old Dunelmians ». Fondée par l'évêque de Durham Thomas Langley en 1414, elle a reçu une fondation royale par le roi Henri VIII en 1541 à la suite de la dissolution des monastères pendant la Réforme protestante. Il s'agit de la plus ancienne institution d'enseignement de la ville.

## Histoire
L'histoire de l'école de Durham peut être divisée en trois sections. Tout d'abord, il y a la période de sa fondation par Thomas Langley en 1414, puis en 1541 Henri VIII l'a refondé, et enfin en 1844 l'école a déménagé de son site sur Palace Green à son emplacement actuel de l'autre côté de la rivière Wear. L'école est souvent appelée Durham Grammar School dans les ouvrages historiques et dans l'Oxford Dictionary of National Biography. Il existe plusieurs éléments pouvant prouver l'existence de l'école avant 1414, notamment le fait que Simon de Farlington, un archidiacre de Durham, ait donné le manoir de Kyhou (Kyo) à l'aumônier du prieuré (en) de la cathédrale de Durham en 1180 « pour l'entretien de trois érudits de l'école de Durham ».

### 1414-1541

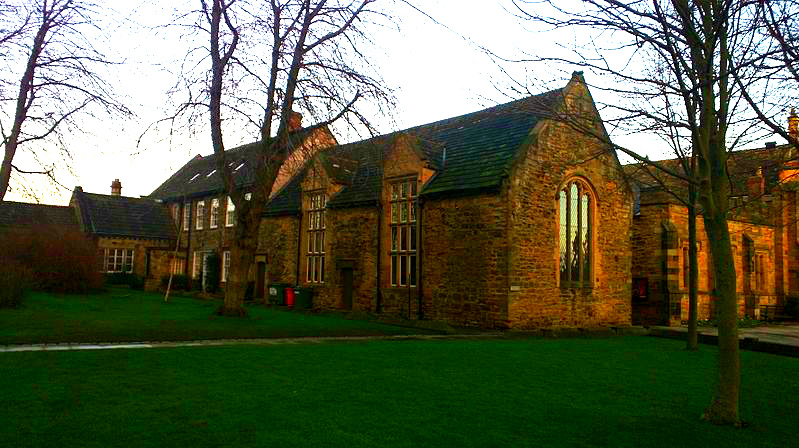
Bâtiment situé sur Palace Green, à l'extérieur de la cathédrale de Durham, où se trouvait l'école de Durham de 1661 à 1844.

L'école de Durham est fondée par Thomas Langley en 1414, ce qui est la date de fondation acceptée par la Commission Clarendon sur les public schools en 1861, ce qui en fait la 18e plus ancienne de Grande-Bretagne. Il est toutefois possible qu'elle soit en fait issue du prieuré de Lindisfarne, et qu'elle ait été déplacée vers la ville de Durham pour échapper aux envahisseurs vikings en maraude, à peu près à l'époque où le corps de Saint Cuthbert a été transporté sur ce qui est aujourd'hui le site de la cathédrale de Durham. À l'époque de Langley, l'école était située sur le côté est de Palace Green (en), au nord de la cathédrale.

### 1541-1844
Au moment de la dissolution des monastères pendant la Réforme protestante en 1541, l'école est refondée par Henri VIII. Elle reste au même endroit, et le directeur Henry Stafford demeure en poste pendant cette période. En 1640, les « anciens bâtiments de l'école ont été complètement détruits par les Écossais, et le directeur [Richard Smelt] s'est retiré dans son presbytère d'Easingwold où il a pris des élèves » et l'école est « reconnue et dotée par la commission parlementaire de 1652-1653 ». Sans abri en raison de l'incendie de ses bâtiments, l'école continué dans diverses maisons de la ville.
C'est en 1661 que l'école déménage dans le bâtiment actuellement occupé par le département de musique de l'université de Durham, au sud-ouest de Palace Green.

« Il y avait un certain zèle pour l'éducation à Durham au cours du XVIIIe siècle. L'école de Durham, reconstruite en 1661 sur le Palace Green, devint bientôt, au lieu d'un lycée local, une école publique du nord du pays, réputée et de grande influence. Dès la Restauration, nous pouvons retrouver non seulement les noms familiers de la ville tels que Salvin, Wilkinson, Hutchinson, Blakiston, Fawcett, Bowes, Calverley, Cole. L'une des principales caractéristiques de l'école est la succession d'historiens et d'antiquaires locaux qui ont puisé leur inspiration dans la vénérable association de l'ancienne école du Green. Le plus célèbre d'entre eux est James Mickleton (1638-1693), sans qui aucune histoire du Durham médiéval ou du XVIIe siècle ne serait possible. L'histoire locale doit beaucoup à Elias Smith, un directeur remarquable (1640-1666) qui a fait de son mieux pour préserver la bibliothèque de la cathédrale pendant les troubles du Protectorat, et à Thomas Rudd, directeur (1691-1699 et 1709-1711), qui a indexé les manuscrits de la cathédrale. Plus tard, Thomas Randall (maître de chapelle 1761-1768), qui a constitué une importante collection de manuscrits pour les livres d'histoire locale »

— William Page, The city of Durham - Introduction (3 of 3), 1928.

### Depuis 1844
Depuis son emplacement sur Palace Green à l'extérieur de la cathédrale de Durham, alors qu'Edward Elder était directeur[8], l'école a déménagé sur son site actuel en 1844.
Depuis lors, l'école ne cesse d'être développée et mise à jour.
Henry Holden, directeur de 1853 à 1882, est à l'origine de nouvelles salles de classe, de dortoirs, de cuisines, d'une infirmerie puis d'un sanatorium, d'un clocher et d'une bibliothèque.
William Fearon, directeur de 1882 à 1884, introduit le système de trois trimestres utilisé aujourd'hui, agrandit les terrains de jeu et construit une piscine en plein air. Il est également responsable, en 1882, du chemin en béton le long de la rivière Wear entre le Boat House du Hatfield College et le pont Elvet.

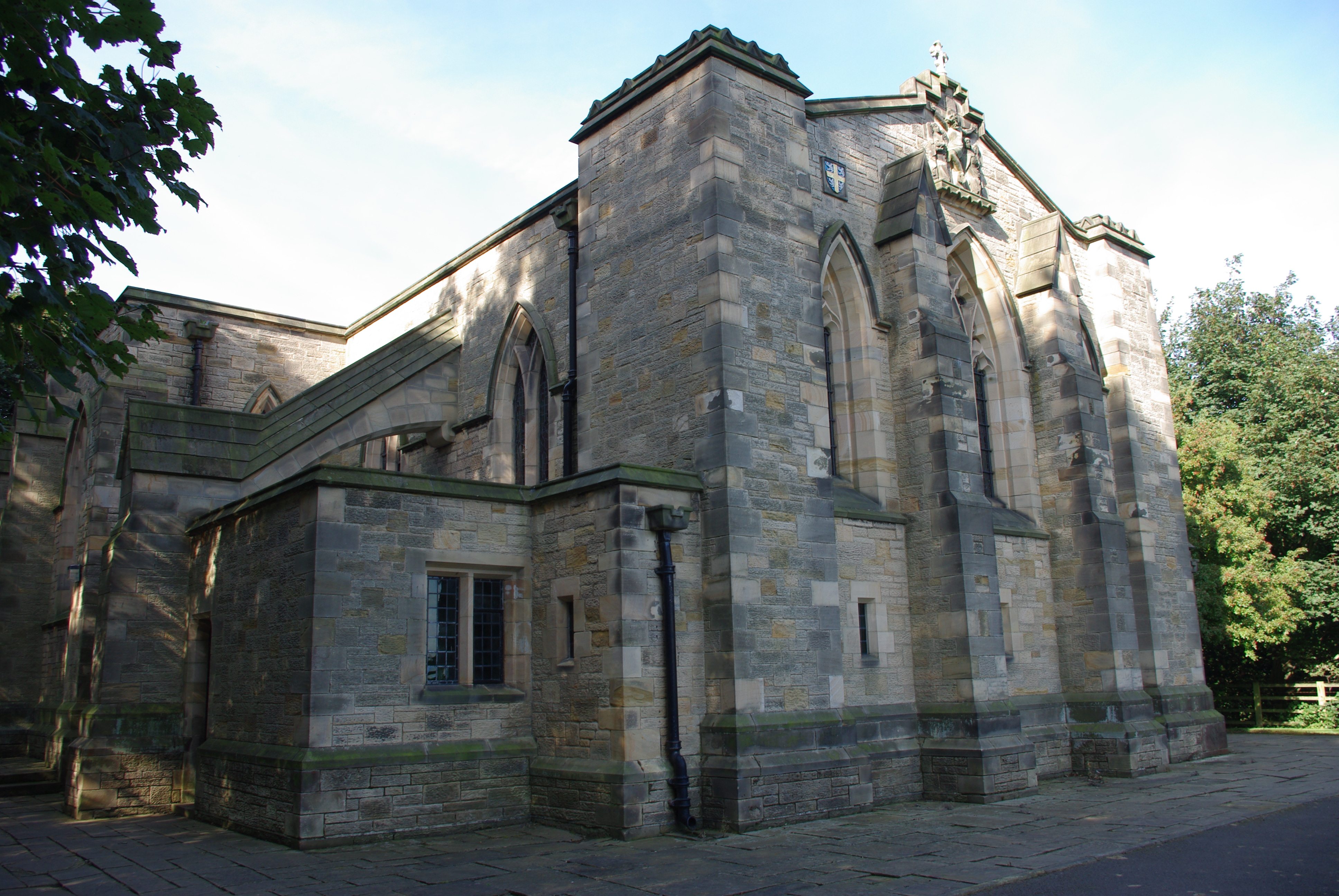
La chapelle de l'école de Durham.

Richard Budworth, directeur de 1907 à 1932, supervise la grande expansion de l'école. Durant son mandat, cinq courts sont ajoutés, un nouvel internat dans le Grove (un bâtiment aujourd'hui utilisé pour l'administration), Langley House, une chapelle, de nouveaux terrains de jeu et salles de classe, Poole House, la piscine intérieure, l'armurerie et le champ de tir et l'arche Kerr. Cette arche, classée Grade II, a été érigée comme entrée principale de l'école et est à la mémoire de G. C. Kerr (en), Cambridge Rowing Blue, international écossais de rugby et premier gouverneur civil du Soudan.
John Brett, directeur de 1958 à 1967, voit la construction du pavillon de cricket, de nouvelles cuisines et laboratoires et d'un nouveau sanatorium. Michael Vallance, directeur de 1972 à 1982, ouvre une Junior House pour les garçons âgés de 11 à 13 ans, appelée Ferens House (fermée en 2003), mais les principaux développements de son mandat sont le centre sportif Budworth et le Luce Theatre.
Le développement le plus important à l'époque de Michael Lang, directeur de l'école en 1982, est l'ouverture de l'école au filles en sixième année. Un nouveau bloc de salles de classe est également construit près du centre de Budworth. L'école devient indépendante du doyen et du chapitre de la cathédrale de Durham en 1996.
Avec Neil Kern comme directeur de 1997 à 2008, les principaux développements comprennent l'ouverture de toute l'école aux filles, ce qui la rend totalement mixte, suivie plus tard par la création de MacLeod House, et le terrain de sport tout temps près de la chapelle.